# Marcial de Lorenzana
Marcial de Lorenzana (León, 1565 - Asunción, 19 de noviembre de 1632) fue un sacerdote jesuita español, educador y pionero en la fundación de las misiones jesuíticas guaraníes.

## Biografía
Hijo de Juan Rodríguez y de María Ponce de León, cursó sus estudios en el colegio de la Compañía de Jesús, en el cual fue alumno de Francisco Suárez. Destacó por su afición a las letras, de modo que fue enviado a la Universidad de Alcalá, egresando con un premio por ser el mejor estudiante de su camada.
En 1583 ingresó en el noviciado de Villarejo, y fue ordenado sacerdote el 21 de diciembre de 1591.
Habiendo tomado noticia de los progresos y complicaciones de las misiones católicas entre los indígenas americanos, se embarcó hacia las Indias, llegando a Lima, capital del Virreinato del Perú, a principios de 1593. Pocas semanas más tarde fue enviado al Paraguay. En el camino se unió a la comitiva del padre Alonso de Bárcena, que estaba misionando en la zona del río Pilcomayo; juntos entraron a Asunción en septiembre de ese año.
Decidido a misionar, obtuvo autorización del padre Juan de Saloni, superior de la casa de Asunción, e hizo todo el camino hasta Villa Rica del Espíritu Santo, en el Guayrá, predicando entre los indígenas, y luego todo el camino de vuelta; en total, más de dos mil kilómetros de selva. Sin embargo, notó que los nativos volvían a la selva y a sus tradiciones.
De regreso en Asunción, se encontró con que los jesuitas habían erigido una casa exclusivamente para quienes quisieran ser misioneros; asumió el mando de esa casa, y allí tuvo noticias de la exitosa misión-reducción de Juli, junto al lago Titicaca. Se decidió entonces que las misiones fueran permanentes, con pueblos específicos para los indígenas.
A fines de 1602 viajó a Córdoba, donde hizo el cuádruple juramento de los sacerdotes jesuitas. Quedó algunos años en Córdoba, donde fue docente en la futura Universidad. Desde ese puesto se comunicó con todas las autoridades que pudo de la Compañía, decidido a volver a misionar en el Paraguay.
En 1609 se fundó la Provincia Jesuita del Paraguay, bajo el mando de Diego de Torres, y Lorenzana fue enviado de regreso a Asunción. Apenas llegado, partió hacia el sur acompañado del padre Francisco de San Martín, reunió varias decenas de indígenas guaraníes y los reunió en el lugar donde, el 29 de diciembre de 1609, fundó la misión jesuítica de San Ignacio Guazú, la primera de las misiones jesuíticas guaraníes. Organizó el pueblo, erigió la iglesia, distribuyó los campos y atrajo muchos indígenas de la zona. Fue nombrado superior general de la misión entre los guaraníes.
Pero sus superiores, que no querían perderse a un brillante humanista, lo llamaron de regreso a Asunción, para que dictase cátedras de varias ciencias. Reemplazado por el aún más activo misionero Roque González de Santa Cruz en las misiones, fue rector del Colegio de la Asunción, y posteriormente del de San Miguel de Tucumán.
Tras su regreso final a Asunción, ejerció como viceprovincial y escribió un largo alegato en favor de la libertad de los indígenas. Falleció en la ciudad de Asunción en noviembre de 1632.